# Glyptophidium argenteum
Glyptophidium argenteum är en fiskart som beskrevs av Alcock, 1889. Glyptophidium argenteum ingår i släktet Glyptophidium och familjen Ophidiidae. Inga underarter finns listade i Catalogue of Life.